# Partia Demokristiane e Shqipërisë
Partia Demokristiane e Shqipërisë (Albaniens Kristendemokratiske parti (PDSh)) er et lille politisk parti i Albanien. I parlamentsvalget i 2005, fik partiet 2 sæder ud af 140 i parlamentet. Partiets første valg var i 1996, hvor det ikke fik nogle sæder i parlamentet. I 1997 fik partiet 1 sæde, og i 2001 igen ingen. 
Nard Ndoka er formand for PDSh. I dag har partiet 6 sæder i parlamentet.
| Politisk parti | Spire Denne artikel om et politisk parti eller gruppe er en spire som bør udbygges. Du er velkommen til at hjælpe Wikipedia ved at udvide den. |